# Schrikkeljaar
Een schrikkeljaar is een kalenderjaar met 366 dagen in plaats van 365. Deze extra dag, een schrikkeldag, wordt ingevoerd omdat een kalenderjaar van 365 dagen ongeveer 6 uur korter duurt dan het tropisch jaar. Om te voorkomen dat de seizoenen, die vast aan het tropisch jaar verbonden zijn, te veel in een jaar verschuiven, wordt elke 4 jaar een correctie toegepast (met uitzondering van de eeuwjaren die geen veelvoud van 400 zijn).
De schrikkeldag valt in de Gregoriaanse kalender op 29 februari en komt voor als het jaartal restloos deelbaar is door 4, maar niet door 100 – tenzij het jaartal restloos deelbaar door 400 is. 2024 was een schrikkeljaar. Daarvoor waren 2004, 2008, 2012, 2016 en 2020 (allemaal deelbaar door 4, maar niet door 100) ook schrikkeljaren. Ook 1600 (deelbaar door 400) was een schrikkeljaar. 1700, 1800 en 1900 waren dat niet (deelbaar door 100, maar niet door 400) en 2000 weer wel. De volgende schrikkeljaren zijn dus 2028, 2032, 2036 en 2040.

## Achtergrond
Een tropisch jaar is de tijd die de Aarde nodig heeft om in haar baan om de Zon van lentepunt naar lentepunt te bewegen. In het tropisch jaar liggen de seizoenen dus vast. Een tropisch jaar is niet exact 365 dagen, maar 5 uren, 48 minuten en 45,1814 seconden langer. Als men zich van dat verschil niets zou aantrekken en de duur van een jaar op 365 dagen zou afronden, dan zou men na vier jaar bijna een dag tekortkomen (preciezer: 23 uur en 15 minuten). Oud en nieuw zou dan te vroeg gevierd worden; bijna een dag voordat de aarde werkelijk helemaal rond de zon is gegaan. Het toelaten van de afwijking zou tot gevolg hebben dat de seizoenen ten opzichte van het kalenderjaar gaan verschuiven, het begin van de lente zou elke 100 jaar ongeveer 24 dagen vroeger vallen.

## Correctie
De Aarde heeft 365 dagen en afgerond 6 uur nodig (36514 dag) om een baan rond de Zon te beschrijven. Door elke 4 jaar een datum tussen te voegen, loopt de kalender weer in de pas met de aarde. Die datum is 29 februari, de schrikkeldag.
Dit levert een gemiddelde op van 365 dagen en 6 uur per jaar. In de Juliaanse kalender, de gangbare kalender voor de invoering van de gregoriaanse kalender, werd deze methode gebruikt. De correctie van 6 uur per jaar is echter een overcorrectie ten opzichte van het tropische jaar van 365 dagen, 5 uur, 48 minuten en 45,1814 seconden. De extra 11 minuten en 14,8186 seconden per jaar tellen op tot ongeveer drie dagen per 400 jaar.
In principe kan men dit oplossen door elke 128 jaar een schrikkeljaar minder in te voeren oftewel elke 32e schrikkeldag over te slaan. 365 dagen, 5 uur 48 minuten en 45 seconden komt overeen met 365,2421875 dagen.
365,25 dagen/jaar × 128 jaar = 46 752 dagen
365,2421875 dagen/jaar × 128 jaar = 46 751 dagen
Deze cyclus van 128 jaren wordt gebruikt in de Iraanse kalender, echter met vier keer verschuiven in plaats van een keer overslaan.
De gregoriaanse kalender lost de overcompensatie op door slechts eeuwjaren die deelbaar zijn door 400 (zoals 1600 en 2000) als schrikkeljaar te behouden, en eeuwjaren die niet deelbaar zijn door 400 (zoals 1700, 1800 en 1900) niet.
|  | Deze grafiek toont het verschil tussen de seizoenen en het kalenderjaar als gevolg van de volgens de gregoriaanse voorschriften ongelijkmatig verdeelde schrikkeldagen. Vergelijking van 1796 en 2196, die op overeenkomstige plaatsen in de cyclus liggen, toont echter aan dat het uiteindelijke achterlopen circa 0,125 dag per 400 jaar bedraagt, of 27 seconden per jaar. Dit geldt voor elk paar van jaren die precies 400 jaar, de cyclusduur, uit elkaar liggen. |

## Verdere correcties
Met deze gegevens is uit te rekenen dat men iedere 100 jaar een kleine drie kwartier te veel heeft. Hiervoor zal in principe na een aantal millennia nog een correctie nodig zijn. De lengte van het zonnejaar is echter geen constante. Dit wordt veroorzaakt doordat de precessie van de aardas, en daarmee de jaarlengte, niet helemaal constant is. Bovendien neemt de omwentelingssnelheid van de Aarde af door de getijdenwerking van de Maan en de Zon. Om voor toenemende daglengte te corrigeren wordt zo nu en dan een schrikkelseconde ingevoegd. De verandering van de jaarlengte gedeeld door de zo gecorrigeerde daglengte is van dezelfde orde van grootte als de nog resterende afwijking. Doordat het om nog onbekende veranderingen gaat, is niet op voorhand vast te stellen wanneer die schrikkeldag moet worden weggelaten. Uiterlijk in 2035 wordt de schrikkelseconde afgeschaft.

## Andere methoden
Het systeem van schrikkeljaren met een extra dag is via de Juliaanse kalender in de Gregoriaanse kalender terechtgekomen. De Grieks-orthodoxe kalender is eveneens gebaseerd op de Juliaanse kalender, maar heeft een ander systeem van uitzonderingen. Bij de Franse republikeinse kalender waren er zelfs veel alternatieve vormen.
Andere kalenders hebben een schrikkeljaar waarbij een schrikkelmaand wordt ingevoegd. De Romeinse kalender kende maanden van dertig dagen zodat er geregeld een extra maand aan de kalender werd toegevoegd.

## Naam
De naam "schrikkeljaar" komt van het Middelnederlandse scricken, dat "met grote passen lopen" of "springen" betekende en ook terugkomt in het Hasseltse woord schrikschoen (schaats). Dit komt tevens overeen met de Engelse benaming leap year, letterlijk "springjaar".